# Lineopalpa horsfieldi
Lineopalpa horsfieldi là một loài bướm đêm trong họ Noctuidae.